# День Охи

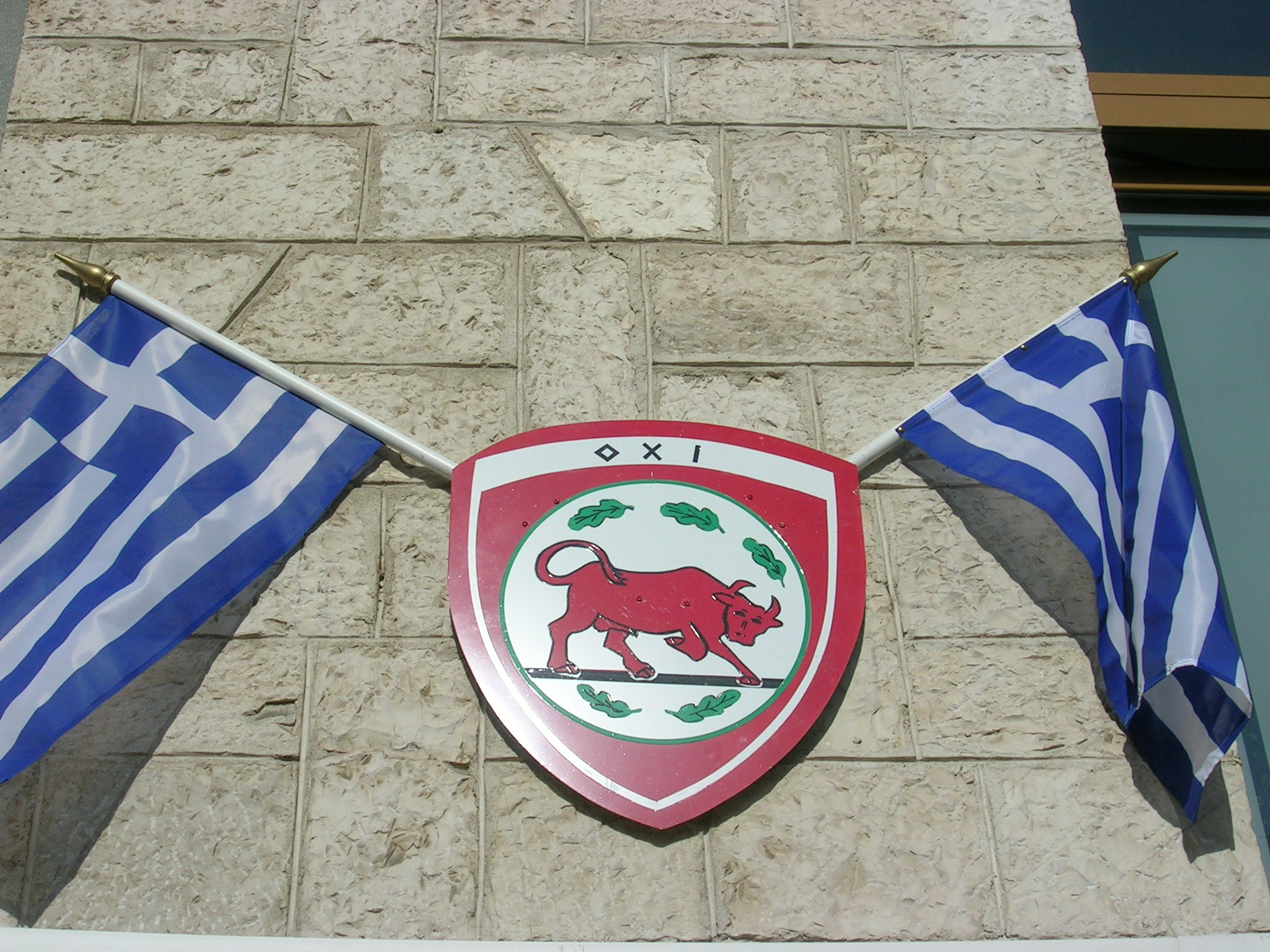
Эмблема, первого подразделения, столкнувшегося с итальянским вторжением: её девиз — Οχι (О́хи).

«День О́хи» (греч. Ημέρα του όχι), или «Годовщина О́хи» (греч. Επέτειος του «'Οχι» [eˈpetios tu ˈoçi]) — государственный праздник в Греции, также широко отмечаемый в Республике Кипр и греческой диаспоре. Отмечается 28 октября в память об отклонении ультиматума, предъявленного фашистской Италией греческому премьер-министру (правившему с 4 августа 1936 года по 29 января 1941 года) Иоаннису Метаксасу 28 октября 1940 года. Греческое слово «όχι» ['o̞.çi], обозначающее «нет», произносится с ударением на «о» и звучит как «о́хи».

## История
Согласно ультиматуму, который был предъявлен Метаксасу итальянским послом в Греции, Эммануэле Грацци, на рассвете (в 4:00 часа) 28 октября 1940 года после споров в немецком посольстве в Афинах, греческому правительству было предъявлено требование позволить итальянским войскам войти на территорию Греции и занять «стратегические позиции» (порты, аэродромы и прочее) или, в противном случае, была бы объявлена война. Как утверждают, ответ был краток: «όχι», то есть «нет». Утром 28 октября греческое население, независимо от собственной политической ориентации, вышло на улицы, скандируя: «О́хи».
С 1942 года этот день отмечается как день Охи. Многие учёные считают политическую подоплёку «Охи» искажением информации, указывая на то, что Метаксас ответил по-французски: «Alors, c’est la guerre» («Что-ж, тогда война»). В ответ на отказ Метаксаса итальянские войска, расположенные на территории Албании, уже оккупированной к тому времени Италией, в 5:30 утра атаковали греческие пограничные пункты. Ответ Метаксаса ознаменовал вступление Греции во Вторую мировую войну.
В своих мемуарах, выпущенных в 1945 году, Грацци вспоминал о том, как передавал ультиматум Метаксасу:

«Господин премьер-министр, я имею распоряжение передать вам это сообщение» — и вручил ему документ. Я наблюдал за волнением по его глазам и рукам. Твёрдым голосом, глядя мне в глаза, Метаксас сказал мне: «Это война». Я ответил, что этого можно было бы избежать. Он ответил: «Да». Я добавил: «если генерал Папагос…», но Метаксас прервал меня и сказал: «Нет». Я ушёл, преисполненный глубочайшего восхищения перед этим старцем, который предпочёл жертвы подчинению.
Оригинальный текст (греч.)Μόλις καθίσαμε, του είπα ότι η κυβέρνησή μου μού είχε αναθέσει να του κάνω μία άκρως επείγουσα ανακοίνωση και χωρίς άλλα λόγια του έδωσα το κείμενο. Ο Μεταξάς άρχισε να το διαβάζει. Τα χέρια που κρατούσαν το χαρτί έτρεμαν ελαφρά, και μέσα από τα γυαλιά έβλεπα τα μάτια του να βουρκώνουν όπως συνήθιζε όταν ήταν συγκινημένος. Όταν τελείωσε την ανάγνωση με κοίταξε κατά πρόσωπο και μου είπε με φωνή λυπημένη αλλά σταθερή φωνή: «Alors, c'est la guerre!» (λοιπόν έχουμε πόλεμο) .Τού απάντησα ότι η ιταλική κυβέρνηση ήλπιζε ότι η ελληνική κυβέρνηση θα δεχόταν τα αιτήματά της και θα άφηνε να περάσουν ελεύθερα τα ιταλικά στρατεύματα τα οποία θα άρχιζαν τις μετακινήσεις τους στις 6 το πρωί. Ο Μεταξάς με ρώτησε τότε πως θα μπορούσα να σκεφτώ ότι ακόμα και αν είχε πρόθεση να ενδώσει θα του ήταν δυνατόν μέσα σε τρεις ώρες να λάβει τις διαταγές του βασιλιά και να δώσει τις απαραίτητες οδηγίες για την ελεύθερη διέλευση των ιταλικών στρατευμάτων.

В течение войны 28 октября ежегодно отмечалось как греческими общинами по всему миру, так и в самой Греции, а после войны этот день стал официальным государственным праздником. События 1940 года ежегодно отмечаются военными и студенческими парадами. Большинство общественных зданий в этот день украшаются национальными флагами.